# 4،2،1-تريازول
4,2,1-تريازول هو مركب عضوي حلقي غير متجانس له الصيغة الكيميائية C2H3N3، ويكون على شكل صلب أبيض اللون.
يتألف المركب بنيوياً من حلقة خماسية غير مشبعة حاوية على ثلاث ذرات من النتروجين، وهو بذلك ينتمي إلى مركبات التريازول.

## التحضير
يحضر مركب 4,2,1-تريازول ومشتقاته عن طريق تفاعل أينهورن-برونر Einhorn–Brunner reaction أو عن طريق تفاعل بليتزاري. كما يمكن أن تتم عملية التحضير للمركب الأساس غير المستبدل من خلال تفاعل مركب ثيو نصف كربازيد مع حمض الفورميك، ثم بالمعالجة بحمض النتريك.

## الخواص
يوجد المركب في الشروط القياسية على شكل صلب أبيض اللون، وهو جيد الانحلالية في الماء. يبدي المركب خواص عطرية وقاعدية.

## الاستخدامات
تستخدم مشتقات 4,2,1-تريازول في تركيب مضادات الفطريات مثل فلوكونازول وإيتراكونازول. كما تضاف كميات منه إلى الأسمدة.

## اقرأ أيضاً
- آزولات
- تريازول
- 3،2،1-تريازول